# Cassidoloma
Cassidoloma is een geslacht van kevers van de familie (Discolomatidae).

## Soorten
- C. angolensis John, 1957
- C. atrosignata John, 1953
- C. baloghi John, 1967
- C. conradti John, 1940
- C. corticicola John, 1964
- C. discoidea Kolbe, 1898
- C. donisi John, 1956
- C. dorsoplanata John, 1940
- C. fulleborni John, 1953
- C. granifer John, 1953
- C. machadoi John, 1964
- C. obtusangula John, 1959
- C. zicsii John, 1967